# Volvo Cars

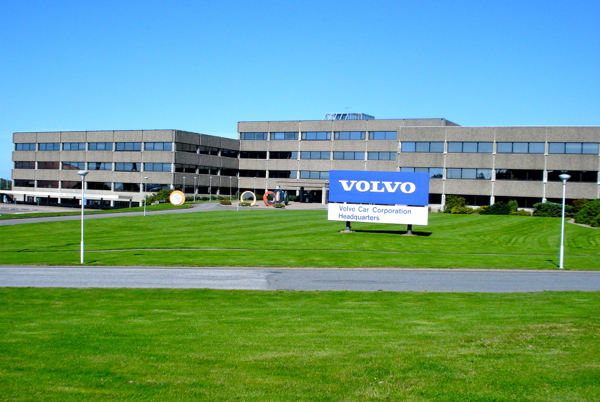
Sídlo Volvo Cars

Volvo Cars (švédsky Volvo Personvagnar) je švédský výrobce osobních automobilů. Byl založen roku 1927 jako divize firmy SKF, která se zabývá výrobou ložisek, do roku 1999 byl ve vlastnictví koncernu Volvo. Roku 1999 koupil tohoto švédského výrobce americký Ford a zařadil ho do skupiny Premier Automotive Group. Poté, co Ford Motor Company prodal Aston Martin, Jaguar a Land Rover, bylo Volvo jedinou součástí bývalé skupiny Premier Automotive Group, která zůstala v držení amerického koncernu. Dopad automobilové krize a špatný obchodní stav mateřské společnosti Ford Motor přinutil americkou společnost prodat i tuto značku. Ford koupil Volvo Car v roce 1999 za 6,5 miliardy dolarů a v roce 2010 ho prodal čínské automobilce Geely za téměř 2 miliardy dolarů. V roce 2021 se osobní automobily Volvo vyráběly ve Švédsku, Belgii, USA a Číně. Menší počty aut byly montovány i v Indii a Malajsii.
V roce 2021 dosáhly prodeje hodnoty 698 tisíc vozů, nejvýznamnější trhy pro Volvo Cars byly Čína, USA, Spojené království, Švédsko a Německo.

## Modely
Následující přehled zahrnuje automobily v nabídce značky v dubnu 2022:
- Volvo S60 a V60
- Volvo S90 a V90
- XC40
- XC60
- XC90
- C40